# Xanthorhoe robustaria
Xanthorhoe robustaria är en fjärilsart som beskrevs av Walker 1862. Xanthorhoe robustaria ingår i släktet Xanthorhoe och familjen mätare. Inga underarter finns listade i Catalogue of Life.